# 美樹工業
美樹工業株式会社（みきこうぎょう 英: MIKIKOGYO CO.,LTD.）は、兵庫県姫路市に本社を置くゼネコン（総合建設業）である。東京証券取引所スタンダード市場上場企業。

## 概要
- 本社所在地:兵庫県姫路市東延末二丁目50番地
- 神戸支店:兵庫県神戸市中央区
- 大阪支店:大阪府大阪市中央区
- 北播磨営業所：兵庫県小野市

- 建設業許可:国土交通大臣（土木一式工事・建築一式工事・管工事・舗装工事・電気工事・水道施設工事・とび・土工工事・造園工事）
- 一級建築設計事務所登録
- 宅地建物取引業登録
- 産業廃棄物処理業（収集運搬業）
- 各市町村上下水道局公認

## 沿革
- 1952年10月：三木組創業。
- 1956年10月：大阪瓦斯株式会社の指定工事会社となる。
- 1962年1月：美樹建設株式会社及び美樹設備工業株式会社設立。
- 1970年9月：ハイデッキ株式会社設立。
- 1971年1月：美樹設備工業株式会社と合併し、現在の社名に変更。
- 1972年3月：積水化学工業株式会社の代理店として、はりまハウジング株式会社(現セキスイハイム山陽株式会社)設立。
- 1972年4月：兵庫県明石市に神戸美樹工業株式会社設立。
- 1973年3月：兵庫県明石市に神戸営業所を開設（現神戸支店）
- 1975年6月：はりまハウジング株式会社をハイム山陽株式会社に社名変更。
- 1986年12月：有限会社野田商会（現三樹エンジニアリング株式会社）を買収
- 1986年3月：大阪市南区（現中央区）に大阪支店を開設。
- 1992年4月：ハイム山陽株式会社をセキスイハイム山陽株式会社に社名変更。
- 1995年4月：神戸美樹工業株式会社を吸収合併。
- 2000年4月：兵庫県美方郡温泉町に湯村カンツリークラブを開設
- 2001年4月：セキスイファミエス山陽株式会社を設立。
- 2003年10月：株式を店頭公開。
- 2005年2月：かつみ企画株式会社設立。
- 2008年6月：三木美術館オープン
- 2008年10月：セキスイファミエス山陽株式会社を株式会社リブライフ兵庫に、株式会社山陽リアルエステートを株式会社リブライフに社名変更。
- 2009年1月：株式会社リブライフが株式会社リブライフ兵庫を吸収合併。
- 2009年10月：かつみ企画株式会社を吸収合併。
- 2013年7月：東京証券取引所JASDAQ市場（スタンダード）に上場。
- 2014年10月：湯村カンツリークラブを事業譲渡、三木営業所を兵庫県小野市に移転、北播磨営業所に名称変更
- 2016年1月：下村建設株式会社より建設事業を譲受
- 2017年9月：大阪支店を大阪市中央区に移転

## 関係会社
連結子会社
- セキスイハイム山陽株式会社 - 56.7%出資[3]
- 株式会社リブライフ - 100%出資（うち間接所有70%）
- 三樹エンジニアリング株式会社 - 100%出資

持分法適用関連会社
- ハイデッキ株式会社

## おもな宅地分譲地
- 朝来市分譲地「城南台」
- 姫路市分譲地「下余部」
- 太子町分譲地「斑鳩(馬場)」
- 赤穂市分譲地「新田」